# Ephippiochthonius chius
Espèce
Synonymes
- Chthonius chius Schawaller, 1990

Ephippiochthonius chius est une espèce de pseudoscorpions de la famille des Chthoniidae.

## Distribution
Cette espèce est endémique de Chios en Grèce. Elle se rencontre dans une grotte à Agio Galas.

## Étymologie
Son nom d'espèce lui a été donné en référence au lieu de sa découverte, Chios.

## Publication originale
- Schawaller, 1990 : Zwei neue hohlenbewohnende Chthonius-Arten (Arachnida, Pseudoscorpiones) von den Griechischen Inseln Santorin und Chios. Annales Musei Goulandris, vol. 8, p. 417-424.